# 佩潘 (上普罗旺斯阿尔卑斯省)
佩潘（法語：Peipin，法語發音：[pɛpɛ̃]）是法国上普罗旺斯阿尔卑斯省的一个市镇，属于福卡尔基耶区。

## 地理
佩潘（44°8'13"N, 5°57'24"E）面积13.15 平方千米，位于法国普罗旺斯-阿尔卑斯-蓝色海岸大区上普罗旺斯阿尔卑斯省，该省份为法国东南部内陆省份，北起上阿尔卑斯省，西接沃克吕兹省，西北接德龙省，南至瓦尔省，东临滨海阿尔卑斯省，东北部与意大利接壤。
与佩潘接壤的市镇（或旧市镇、城区）包括：欧比尼奥斯克、昂特勒皮埃尔、萨利尼亚克、锡斯特龙、瓦尔贝勒。

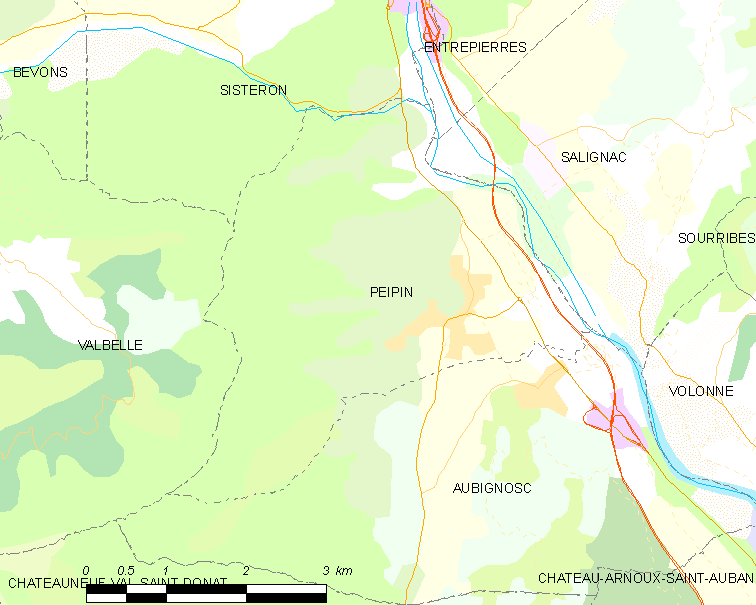
的OSM定位图

佩潘的时区为UTC+01:00、UTC+02:00（夏令时）。

## 行政
佩潘的邮政编码为04200，INSEE市镇编码为04145。

## 政治
佩潘所属的省级选区为锡斯特龙县。

## 人口

1962-2008年间人口变化图示

佩潘于2022年1月1日时的人口数量为1496人。